# Hill 'n Dale
Hill 'n Dale és una concentració de població designada pel cens dels Estats Units a l'estat de Florida. Segons el cens del 2000 tenia 1.436 habitants.

## Demografia
Segons el cens del 2000, Hill 'n Dale tenia 1.436 habitants, 463 habitatges, i 368 famílies. La densitat de població era de 1.087,1 habitants/km².
Dels 463 habitatges en un 47,3% hi vivien nens de menys de 18 anys, en un 49,5% hi vivien parelles casades, en un 23,1% dones solteres, i en un 20,5% no eren unitats familiars. En el 15,8% dels habitatges hi vivien persones soles el 6,7% de les quals corresponia a persones de 65 anys o més que vivien soles. El nombre mitjà de persones vivint en cada habitatge era de 3,1 i el nombre mitjà de persones que vivien en cada família era de 3,43.
Per edats la població es repartia de la següent manera: un 36,4% tenia menys de 18 anys, un 9,9% entre 18 i 24, un 26,8% entre 25 i 44, un 17,4% de 45 a 60 i un 9,5% 65 anys o més.
L'edat mediana era de 28 anys. Per cada 100 dones de 18 o més anys hi havia 72,9 homes.
La renda mediana per habitatge era de 31.974 $ i la renda mediana per família de 30.214 $. Els homes tenien una renda mediana de 26.349 $ mentre que les dones 22.065 $. La renda per capita de la població era de 10.029 $. Entorn del 20,6% de les famílies i el 18,5% de la població estaven per davall del llindar de pobresa.

## Poblacions més properes
El següent diagrama mostra les poblacions més properes.